# Штенцер, Франц
Франц Ште́нцер (нем. Franz Stenzer; 9 июня 1900, Планегг — 22 августа 1933, концентрационный лагерь Дахау) — немецкий коммунист, депутат рейхстага, жертва нацистского режима.

## Биография
Окончив народную школу, Франц Штенцер стал железнодорожным рабочим.
В Первую мировую войну служил матросом.
После войны работал на железнодорожном предприятии в Мюнхене, в 1919 году вступил в Коммунистическую партию Германии и был избран в производственный совет. В 1924 году Штенцер вошёл в состав руководства КПГ по Южной Баварии, участвовал в профсоюзной деятельности. В 1929 году как один из руководителей профсоюзов был делегирован в Москву на учёбу в Международной ленинской школе. Впоследствии занимал высокие должности в профсоюзном движении, представлял партию в Мюнхенском городском совете, работал главным редактором газеты Neue Zeitung в Мюнхене. В 1932 году учился на курсах при Красном интернационале профсоюзов в Москве. В 1932 году был избран депутатом рейхстага от КПГ.
После прихода к власти национал-социалистов Штенцер перешёл на нелегальное положение, принимал участие в нелегальном заседании ЦК КПГ 7 февраля 1933 года в спортивном дворце в Цигенхальсе, занимался организацией подпольной работы в Южной Германии. 30 мая 1933 года был арестован гестапо в Мюнхене. После нескольких месяцев допросов и пыток Франц Штенцер был убит 22 августа 1933 года в концентрационном лагере Дахау. По сведениям, сообщённым Генрихом Гиммлером в письме министру внутренних дел Баварии Адольфу Вагнеру, Штенцер был убит выстрелом в затылок при попытке побега. Следственные действия в отношении совершившего убийство шарфюрера СС были прекращены в декабре 1933 года в отсутствие материалов, опровергающих его версию произошедшего. Судебно-медицинская экспертиза не пришла к однозначному выводу.
Франц Штенцер был женат, у него было три дочери. Супруга Штенцера с апреля 1933 года удерживалась как заложница и была отпущена на свободу через день после погребения мужа. В ноябре 1933 года она бежала в Саар, затем в Париж и в августе 1934 года прибыла в Советский Союз. Во время сталинских репрессий Штенцер была исключена из КПГ и до 1938 года находилась в заключении. В 1946 году она вернулась на родину, проживала в ГДР и умерла в марте 1998 года в Берлине. Дочь Штенцеров Эмми обучалась в школе Коминтерна в Кушнаренкове и в 1944 году вышла замуж за будущего руководителя внешней разведки ГДР Маркуса Вольфа. Руководила архивом своего свёкра Фридриха Вольфа.